# Die by the Sword
 Die by the Sword (укр. Помри від меча) — комп'ютерна гра, розроблена комапнією Treyarch та видана Tantrum Entertainment (саббренд Interplay Productions) 28 лютого 1998 року. Головна відмінність гри у VSIM-системі управління, яка дозволяла гравцеві незалежно керувати рухами героя та його меча; бігти, стрибати і одночасно керувати однією рукою, завдаючи колючі та ріжучі удари, а також відбивати удари супротивника. У той час як багато ігор мають схоже подвійне управління, Die by the Sword залишається унікальною грою, з фізично правильної бойової моделлю, що враховує силу удару.

### Сайти з модами
- DbtS.de Hazard's modding site [Архівовано 23 січня 2009 у Wayback Machine.]
- Live by the Sword modding site
- Die by the Sword modding board [Архівовано 4 березня 2016 у Wayback Machine.]
- Orge's Lair, Oren Yona's DBtS modding site [Архівовано 25 жовтня 2017 у Wayback Machine.]